# Chorągiew strzelecka Buławy Wielkiej Litewskiej

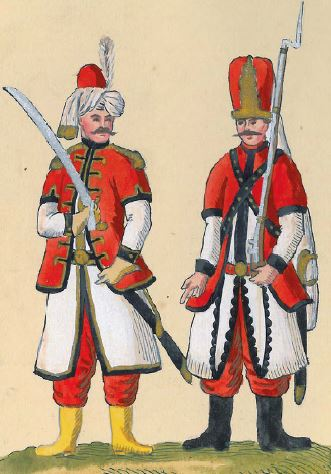
Oficer i szeregowy chorągwi strzeleckiej

Chorągiew janczarska/węgierska/strzelecka Buławy Wielkiej Litewskiej – oddział piechoty litewskiej wojska I Rzeczypospolitej.

## Formowanie i zmiany organizacyjne
W okresie istnienia nosiła nazwę chorągwi janczarskiej, węgierskiej lub strzeleckiej
Chorągwie piechoty węgierskiej były oddziałami przybocznymi hetmanów.
Sejm roku 1776 ułożył nowy etat wojska, zmieniając znacznie jego strukturę. W 1776 roku liczył etatowo 100 żołnierzy. Stan faktyczny według „raty marcowej” z 1777 roku wynosił 97 żołnierzy.
Chorągiew miała liczyć 72 żołnierzy. Etat z 1789 roku przewidywał po 73 osoby w chorągwi. W kwietniu 1794 roku chorągiew była już formalnie rozwiązana, ale jej stan faktyczny wynosił 26 żołnierzy.
Stanowisko: u boku hetmana wielkiego litewskiego. Zgodnie z tradycją szefem chorągwi był także każdorazowo hetman wielki litewski (stąd nazwa jednostki).

## Barwa chorągwi
Żołnierze chorągwi janczarskich, później znów przekształconych na węgierskie, nosili strój zbliżony do wzorów tureckich i węgierskich, przy czym kurtki poszczególnych chorągwi różniły się kolorem

## Rotmistrzowie
- Jan Bułhak (1773−1780)
- Ignacy Lachnicki (1780−1787)[a],
- Stokowski (od 8 grudnia 1780)?
- kpt. Oborski (1787−1789)
- płk Suchodolski (1789)?
- kpt. Felicjan Bontani (1788−)